# 愛馬 (映画)
愛馬（Cheyenne's Pal）は、1917年に公開されたアメリカのサイレント映画の西部劇である。
監督はジョン・フォード、主演はハリー・ケリー。
この映画は失われた映画と考えられている。